# José María Bustillo (h)
José María Bustillo (Buenos Aires, 15 de agosto de 1884 - íd., 16 de diciembre de 1974) fue un ingeniero agrónomo y político argentino, que ejerció como diputado nacional en dos periodos (1928-1930 y 1932-1936) por el Partido Conservador de la provincia de Buenos Aires y por el Partido Demócrata Nacional, y también fue ministro de Obras Públicas de la provincia de Buenos Aires durante la gobernación de Manuel Fresco. Fue presidente de la Sociedad Rural Argentina entre 1942 y 1946.

## Biografía
José María Bustillo nació en la Capital Federal el 15 de agosto de 1884 como hijo de José María Bustillo (padre), distinguido abogado que fue auditor de guerra, autor del Código Militar y que perteneció a la Generación del 80, y de María Luisa Madero. Su abuelo paterno era el general José María Bustillo, que hizo la campaña contra Rosas a las órdenes de Lavalle y el General Paz, luchó en las batallas de Cepeda y Pavón y en la Guerra de la Triple Alianza, además de haber sido diputado nacional e interventor de la provincia de Buenos Aires en 1880. Su abuelo materno era Francisco Bernabé Madero, vicepresidente de la Nación entre 1880 y 1886 y fundador de la Sociedad Rural Argentina. Sus bisabuelos fueron Manuel José Bustillo, teniente del Regimiento de Patricios que defendió Buenos Aires durante las Invasiones Inglesas, y Francisco Javier Díaz Fernández, teniente del Regimiento de Granaderos a Caballo de José de San Martín que participó en el cruce de los Andes. Su tío, el ingeniero Eduardo Madero, fue el autor del proyecto del puerto de Buenos Aires, conocido hoy como Puerto Madero. Era hermano del arquitecto Alejandro Bustillo y de Exequiel Bustillo, propulsor y presidente de la Dirección de Parques Nacionales de Argentina.
Bustillo cursó estudios primarios en el Colegio Sud-Americano y sus estudios secundarios en el Colegio del Salvador. Luego continuó su carrera universitaria, y en 1908 se graduó de ingeniero agrónomo, con especialidad en economía rural, en la flamante Facultad de Agronomía y Veterinaria de la Universidad de Buenos Aires. Profesionalmente inició sus pasos unido a uno de sus compañeros de estudio el ingeniero Miguel Casares. Amistad que perduró a lo largo de toda su existencia y con quien compartió su admiración por Carlos Pellegrini.
Obtuvo por concurso el cargo de profesor suplente de Economía Rural en la Facultad de su carrera, donde formó parte del Consejo Directivo. Inició estudios, que no completó, en la Facultad de Derecho de la Universidad de Buenos Aires pues Joaquín S. de Anchorena lo llevó a su secretaría en 1910 al desempeñarse como intendente de esta ciudad, estando en ese cargo hasta 1914. 
Fue electo diputado nacional en 1928 por la provincia de Buenos Aires en representación del Partido Conservador, cubriendo el periodo hasta la revolución del 6 de septiembre de 1930, que provocó la destitución del presidente Hipólito Yrigoyen y el cierre del Congreso Nacional. Durante su tarea como diputado, Bustillo se destacó en los temas relacionados con la agricultura y la ganadería, teniendo una destacada participación en el debate por la Ley de Arrendamientos a mediados del año 1928. También presentó un proyecto de ley en 1929 para reglamentar el sufragio femenino en la Argentina. 
Bustillo fue uno de los firmantes del famoso manifiesto de los 44 legisladores, firmado por diputados conservadores y socialistas independientes, que precipitó el pronunciamiento del 6 de septiembre de 1930. Durante la madrugada de ese día fue detenido por la guardia en Campo de Mayo, pero fue liberado hacia el mediodía cuando Yrigoyen fue derrocado por el general José Félix Uriburu.
En 1931, Bustillo participó en la fundación del Partido Demócrata Nacional, agrupación política que nucleaba a todas las fuerzas conservadoras del país en un solo partido político. Fue nuevamente electo diputado nacional, por la provincia de Buenos Aires, para cubrir el período 1932-1936. En su nueva estancia en el Congreso Nacional, Bustillo nuevamente se destaca en los temas relacionados con la industria agrícola-ganadera pero también deja su impronta en los debates por la instalación y organización del Museo Nacional de Bellas Artes, por la creación del Departamento Nacional de Ecología y Genética, sobre obras públicas en Rosario, y otras temáticas de debate en el Congreso. En la discusión por la ley de carnes, del 16 de agosto de 1933, Bustillo detalla su pensamiento en materia económica diciendo: "Soy, en general, enemigo de las intervenciones del Estado, porque considero que la mayoría de las dificultades que se atraviesan actualmente en el mundo económico se deben a tales intervenciones".
Al terminar su periodo como diputado nacional, Bustillo es llamado por el flamante gobernador de la provincia de Buenos Aires, el también exdiputado Manuel Fresco, para que integré el Ministerio de Obras Públicas durante su gobierno. En la gestión de Bustillo como ministro de Obras Públicas se realizan una serie de importantes obras en todo el territorio de la provincia, como urbanización de Mar del Plata; la creación del parque San Martín; la chacra experimental del Delta; el vivero dunícola de Miramar; la red de estaciones experimentales; la radicación de inmigrantes holandeses en el Delta del Paraná; la modernización de los hospitales; la construcción de 101 escuelas; la construcción y el asfaltado de distintas rutas y caminos de la provincia; los campos de aviación; la urbanización de la ciudad de Luján; los parques comunales; la remodelación de la residencia del gobernador en La Plata; entre muchas otras. Las iniciativas gubernamentales de Bustillo son bien recibidas en la Legislatura y así obtiene la aprobación de su plan de caminos; la ley de patente única; la ley de profilaxis de la tuberculosis; la ley de chacras experimentales y otras. En 1936 promueve la creación del Instituto Autárquico de Colonización de la provincia de Buenos Aires. 
En marzo de 1940, el presidente Roberto M. Ortiz interviene la provincia de Buenos Aires bajo acusaciones de fraude electoral por parte de la oposición hacia al gobierno provincial para favorecer en las elecciones a gobernador al candidato oficialista Alberto Barceló. Por tal motivo, Bustillo debió abandonar el cargo de Ministro de Obras Públicas de la provincia de Buenos Aires. 
Después de su participación en el gobierno de Manuel Fresco, Bustillo comenzaría a retirarse de la política. Entre 1942 y 1946 presidió la Sociedad Rural Argentina. Durante los tiempos en que presidió la SRA tuvo lugar el golpe de Estado del 4 de junio de 1943 que derrocó al gobierno conservador de Ramón S. Castillo y posibilitó el ascenso de la carrera política de Juan Domingo Perón. 
Entre septiembre de 1944 y julio de 1945, Bustillo participó del Consejo Nacional de Posguerra hasta que renunció de su cargo debido a su desacuerdo con las políticas del gobierno militar con respecto a la intervención estatal en la economía. Pocas semanas después, el 18 de agosto, durante la apertura de la Exposición Rural, Bustillo pronunció un duro discurso contra la política del gobierno, declarando que "Los productores rurales son desventajosamente reemplazados por gestores y tribunos improvisados, de cuya sinceridad debe desconfiarse". Bustillo finalizó su discurso de la siguiente manera: "Pareciera que la productividad no les interesara en el afán de flotar, momentáneamente, en las aguas caudalosas de la popularidad". Algunos días después de ese discurso, Bustillo fue detenido y enviado a la Cárcel de Devoto, donde compartió celda con otras figuras políticas como Eustaquio Méndez Delfino, Carlos Saavedra Lamas, Eugenio Blanco, y Silvano Santander por los días que siguieron.  Desde su posición como presidente de la Sociedad Rural, Bustillo apoyó a la Unión Democrática para las elecciones presidenciales de 1946. 
Las elecciones internas de 1945 en la Sociedad Rural Argentina habían enfrentado a Bustillo, que representaba al ala duramente antiperonista dentro de la SRA, contra José Alfredo Martínez de Hoz, que representaba un ala moderada con respecto al peronismo, en las que Bustillo venció holgadamente. Pero al llegar Perón al poder luego de triunfar en los comicios presidenciales de 1946, los ganaderos resolvieron adaptarse a la nueva situación: le pidieron la renuncia a Bustillo y le ofrecieron la presidencia a Martínez de Hoz, que mantuvo una posición más dialoguista con el gobierno de Perón. 
Luego de su salida de la presidencia de la SRA, Bustillo se dedicó a escribir y publicó dos libros: "Mi rumbo cívico” y “Papeles añejos, vidas ignoradas”. 
José María Bustillo fallecería, en la Capital Federal, el 16 de diciembre de 1974, a los 90 años de edad. 
El escritor e historiador, Antonio Cappellano, en su libro "Historias y biografías del Partido de Morón", de editorial Autores de Argentina y publicado en el año 2014, escribió una nutrida biografía sobre José María Bustillo. La cual se encuentra ilustrada con fotografías exclusivas, cedidas por Manuel Antonio Fresco (hijo).